# Sędzisław (województwo dolnośląskie)

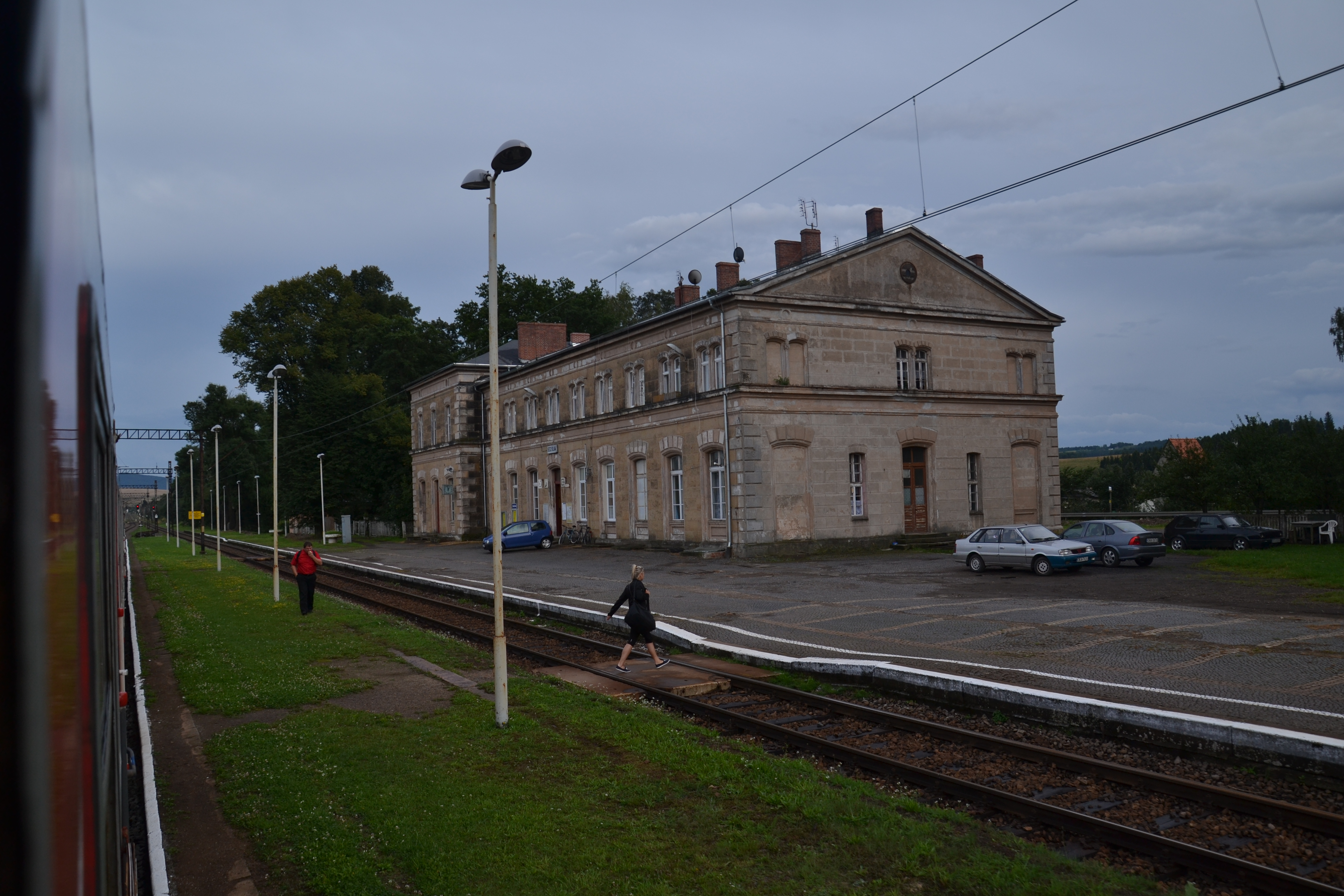
Dworzec kolejowy w Sędzisławiu

Sędzisław (do 1945 r. niem. Ruhbank) – wieś w Polsce położona w województwie dolnośląskim, w powiecie kamiennogórskim, w gminie Marciszów.

## Położenie
Leży w północnej części Kotliny Kamiennogórskiej, w Obniżeniu Leska, u podnóża góry Krąglak (około 693 m n.p.m.), nad Leskiem i jego prawym dopływem – Zimną Wodą.

## Podział administracyjny
W latach 1945–1954 siedziba gminy Sędzisław. W latach 1975–1998 miejscowość administracyjnie należała do województwa jeleniogórskiego.

## Historia
Starsza część miejscowości rozciąga się wraz z potokiem Zimna Woda, w którym - jak podają stare źródła niemieckie - znajdowano niewielkie grudki (samorodki) złota. Na wzgórzu w centralnej części Sędzisławia, w roku 1913, postawiono pomnik ku pamięci zwycięstwa narodów pod Lipskiem w roku 1813. Nowsza część miejscowości powstała wraz z budową linii kolejowej Wrocław-Jelenia Góra wraz z odgałęzieniem do Kamiennej Góry i Lubawki a dalej do Czech (1867). Powstały wówczas również zakłady lniarskie, zakład meblowy, zakład produkujący elementy betonowe, dworzec wraz z zabudowaniami do obsługi węzła kolejowego. W sierpniu 1900 r. nowo powstałym rurociągiem przebiegającym przez Sędzisław popłynęła woda do Wałbrzycha. Co prawda zakład wodociągów powstał w sąsiednim Marciszowie, ale zaopatrywał w wodę również Sędzisław, co znacznie wpłynęło na rozwój miejscowości. Rozkwit zakończył się po roku 1945 wraz z nastaniem władzy ludowej. 25 stycznia 1975 pod Sędzisławem doszło do zderzenia pociągu pasażerskiego z pociągiem towarowym. W latach 70. ubiegłego stulecia na terenach przylegających do rzeki Lesk powstała żwirownia, która działała z powodzeniem przez około 40 lat. Wydobyty urobek posłużył m.in. do budowy osiedli Piaskowa Góra i Podzamcze w Wałbrzychu

## Współczesność
Ze względu na  położenie, piękne górskie krajobrazy, we wsi rozkwita budownictwo jednorodzinne. Wybudowano też Kościół św. Maksymiliana Marii Kolbego w Sędzisławiu, uruchomiono tartak.

## Zabytki
Do wojewódzkiego rejestru zabytków wpisany jest:
- dwór, obecnie szkoła (nr 25), z 1785 r., przebudowany w 1824 r.